# Anisoplia monticola
Anisoplia monticola är en skalbaggsart som beskrevs av Wilhelm Ferdinand Erichson 1847. Anisoplia monticola ingår i släktet Anisoplia och familjen Rutelidae.

## Underarter
Arten delas in i följande underarter:
- A. m. adriatica
- A. m. marginata
- A. m. muelleri
- A. m. minor